# Aleksander Ładoś

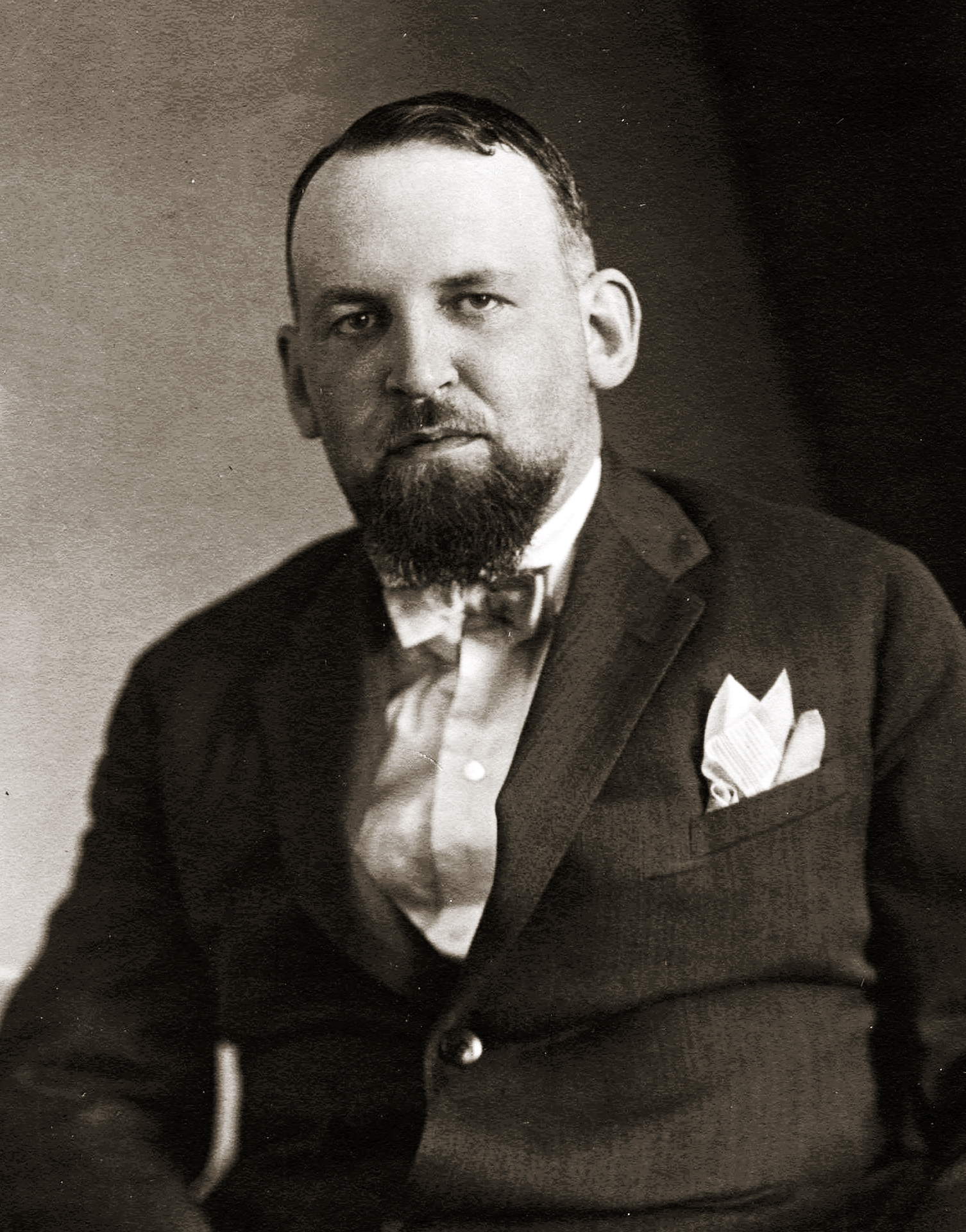
Aleksander Ładoś um 1927

Aleksander Wacław Ładoś (* 27. Dezember 1891 in Lemberg, Österreich-Ungarn; † 29. Dezember 1963 in Warschau) war ein polnischer Diplomat, Konsularbeamter, Publizist und Politiker. Als polnischer Gesandter in der Schweiz leitete er von 1940 bis 1945 eine Rettungsaktion der Juden und fälschte mehrere tausend lateinamerikanische Pässe.

## Leben und Wirken
Aleksander Ładoś war Sohn von Jan Ładoś, einem Beamten der Postdirektion in Lemberg, und Albina geborene Kalous. Er hat das IV. Klassische Gymnasium in Lemberg mit Auszeichnung absolviert und anschließend die Geschichte an der Jan-Kazimierz-Universität in Lemberg studiert. 1913 begann er seine politische Tätigkeit in der PSL „Piast“ – Partei, wo er persönlich Wincenty Witos und Jan Dąbski kennenlernte. Nach dem Ausbruch des Ersten Weltkriegs war er an der Organisation der polnischen Legionen beteiligt. Nach der Verhaftung durch die Behörden von Österreich-Ungarn, floh er nach Lausanne, wo er sein unterbrochenes Studium wieder aufnahm.
Nach der Wiedererlangung der Unabhängigkeit durch Polen kehrte Ładoś in das Land zurück und trat dem diplomatischen Dienst bei. Bis Anfang 1920 war er Beauftragter für das geplante Plebiszit in Zips und Orava. Seit April 1920 arbeitete er in der Warschauer Zentrale des Außenministeriums, wo er im Juni 1920 die Stelle des Presseabteilungsleiters übernahm. In den Jahren 1920–1921 war er Sekretär der Delegation, die Polen bei den Friedensgesprächen mit Sowjetrussland in Minsk und Riga vertrat. Er hat persönlich an den Gesprächen von Jan Dąbski mit Adolf Joffe teilgenommen. Im Oktober 1922 wurde er zum Referatsleiter für Mitteleuropa in der Politischen Abteilung des Außenministeriums ernannt. Am 1. Dezember 1923 wurde er hingegen zum Gesandten in Riga und am 1. März 1927 zum Generalkonsul der Republik Polen in München ernannt. Am 30. April 1931 wurde Ładoś aus dem Außenministerium entlassen, nachdem Józef Beck Vize-Außenminister geworden war.
Bis zu dem Überfall des Dritten Reiches und der Sowjetunion auf Polen befasste sich Ładoś mit der politischen Publizistik. Er war Chefredakteur der Gazeta Handlowa und publizierte unter dem Pseudonym Wacław Nienaski auch in solchen Zeitungen wie Odnowa, Polonia, Wieczór Warszawski, ABC, Zwrot, Goniec Warszawski. Er kritisierte die Außenpolitik von Józef Beck und näherte sich politisch der Front von Morges.
Am 3. Oktober 1939 übernahm er als Vertreter von Stronnictwo Ludowe die Funktion des Ministers ohne Geschäftsbereich in der Exilregierung von Władysław Sikorski. Später wurde er durch Stanisław Kot ersetzt. Seit dem 8. November 1939 war er als Vertreter von Stronnictwo Ludowe Mitglied des Ministerkomitees für die Landesangelegenheiten (Członek Komitetu Ministrów dla Spraw Kraju). Vom 24. Mai 1940 bis zum Juli 1945 diente er in der polnischen Gesandtschaft in Bern in der Funktion des chargé d’affaires ad interim.

### Ładoś-Gruppe und „Passaffäre“
Während seiner Mission in der Schweiz führte Ładoś gemeinsam mit seinen Mitarbeitern die Operation unter dem Kryptonym „Passangelegenheiten“ durch, bei der den polnischen Juden paraguayische und honduranische Pässe ausgestellt wurden. Mithilfe dieser Pässe konnten 330 Menschen vor dem Holocaust gerettet werden. 387 Personen sind trotz ihrer gefälschten Pässe aufgeflogen und wurden getötet. Das Schicksal von weiteren 430 Personen konnte nicht festgestellt werden
Die Operation begann 1941 mit dem Kauf eines Passes von dem Notar und Honorarkonsul Paraguays Rudolf Hügli. Sie verwandelte sich in den Jahren 1942–1943 in eine massive Fälschungsoperation. Deren Ziel war es, die Juden in den Ghettos im deutsch besetzten Polen mithilfe der gefälschten Pässe neutraler Länder vor dem Holocaust zu retten.
Die Namenslisten mit Fotografien wurden aus den Ghettos von Mitgliedern jüdischer Organisationen herausgeschmuggelt. Sie wurden dann an die polnische Gesandtschaft in Bern übergeben. Eine besondere Rolle haben dabei der zionistische Politiker und Rechtsanwalt Abraham Silberschein sowie der Zürcher Rabbiner Chaim Yisroel Eiss, einer der Gründer der ultraorthodoxen jüdischen Organisation Agudath Israel, gespielt.
Ein jüdischer Mitarbeiter von Ładoś, der polnische Diplomat Juliusz Kühl, brachte die Dokumente sowie auch die Blanko-Pässe zum polnischen Konsulat in Bern, wo sie von Konsul Konstanty Rokicki ausgefüllt wurden. Die Originale dieser Pässe blieben immer im paraguayischen Konsulat in Bern und notariell beglaubigte Fotokopien wurden wieder in das von Deutschland besetzte Polen zurückgeschmuggelt. „Auf Grund dieses Dokuments wurde die betreffende Person nicht in ein Vernichtungslager, sondern in ein Internierungslager verbracht, wo sie vermutlich bis zum Ende des Krieges wird bleiben können“, schrieb am 6. September 1943 der Chef der Eidgenössischen Fremdenpolizei, Heinrich Rothmund, nach dem Gespräch mit dem anderen Mitglied der Ładoś-Gruppe, Ładoś‘ Stellvertreter Stefan Ryniewicz. Ładoś selbst unternahm einen Versuch, den Bundesrat Marcel Pilet-Golaz zu überzeugen, die Aktivitäten polnischer Konsuln und Diplomaten geflissentlich zu »übersehen«. Er argumentierte auch, dass die Versendung der Fotokopien der gefälschten Pässe keine illegale Handlung war.
Die Operation wurde durch die Gestapo aufgedeckt, die nach dem Aufstand im Warschauer Ghetto einen Teil der Pässe beschlagnahmte. Nachdem die Nazi-Deutschen die Inhaber der paraguayische Pässe im Internierungslager im französischen Vittel ermordet hatten, initiierte Ładoś die Intervention der polnischen Exilregierung, die im Februar 1944 dazu führte, dass Paraguay die Pässe anerkannte und deren Inhaber nicht mehr aus dem Internierungslager gebracht wurden. Ein Teil von ihnen hat den Krieg in Bergen-Belsen überlebt und andere konnten das vom Dritten Reich besetzte Territorium verlassen.
1945 wurden Ładoś, Ryniewicz, Kühl und Rokicki durch ein Dankesschreiben von Agudath Israel geehrt, das der polnischen Exilregierung überreicht wurde. In dem Schreiben wurde festgestellt, dass die Zahl der Geretteten auf mehrere Tausend geschätzt werden kann.
Nach der Übernahme der Macht durch die Kommunisten in Polen wurde die Ładoś-Gruppe für ihre Taten nie ausgezeichnet oder honoriert. Ihre Tätigkeit war nur Gegenstand von vereinzelten schriftlichen Arbeiten oder Buchreferenzen. Im August 2017 veröffentlichten die polnische Tageszeitung Dziennik Gazeta Prawna und die kanadische Daily Globe and Mail eine Artikelserie, die der Ładoś-Gruppe gewidmet war. Die Journalisten konnten auch die Nachkommen der Menschen finden, die mithilfe der „paraguayischen Pässe“ gerettet wurden.

### Späteres Leben und Tod
Nach dem Krieg blieb Ładoś im Exil. Vom September 1945 bis zum Juli 1946 wohnte er in Lausanne, und im Herbst 1946 siedelte er nach Clamart in der Nähe von Paris um. 1960 kehrte er nach Polen zurück und wohnte in Warschau, wo er im Dezember 1963 verstarb. Er wurde auf dem Powązki-Friedhof begraben.
Ładoś hinterließ drei nicht veröffentlichte Tagebücher. Das dritte Tagebuch, das der Passoperation gewidmet sein sollte, wurde durch seinen Tod unterbrochen.

## Auszeichnungen und Ehrungen
- Orden Polonia Restituta, Ritter
- Drei-Sterne-Orden, Kommandeur
- Orden der Krone von Rumänien, Großoffizier